# Битва в районе Ангрена
Бои в районе Ангрена — ряд боевых столкновений между различными группами басмачей, выступавших за независимость Туркестана, с одной стороны, и группой курсантов командной 4-й Ташкентской объединённой имени В. И. Ленина школы, с другой, происходивших в долине реки Ангрен в районе кишлака Аблык, недалеко от современного города Ташкентской области Узбекистана — Ангрена.

## Предыстория
C 24 июня по 13 сентября 1923 года сводный отряд 4-я Ташкентской объединённой имени В. И. Ленина командной школы в составе кавалерийского эскадрона с пулеметным взводом пулеметной роты, а также сводная курсантская рота пехоты совместно с гарнизонами Аулие́-Ата (Джамбул) и Бричмуллы приняли участие в боях с басмаческими формирований курбаши Баястана в районах кишлаков Аблык и Бричмуллы и долины реки Чаткал.

Летом 1923 г. мы, наконец, смогли начать работу ботанической станции в Чимгане: были получены сведения из штаба Туркфронта, что угроза со стороны басмачества миновала. …

…

В течение лета нам пришлось пережить в Чимгане несколько тревожных дней и ночей: как-то из Бурчмуллы прискакал гонец с сообщением, что у моста Имам-Хан-Куприк выше впадения в Чаткал речки Ак-Булак скопляется банда басмачей, которая намеревается прорваться через каньон Чаткал в Бурчмуллу и Чимган. Небольшая группа красноармейцев (человек восемь) задерживает басмачей на узкой тропе между речкой Худай-Дод и мостом, необходимо экстренно вызывать помощь из Ташкента. От Чимгана до Ташкента 86 километров, ни телеграфа, ни телефона тогда не было. До революции связь поддерживалась гелиографом, то есть системой зеркал, направляющих пучок солнечного света на Ташкентскую астрономическую обсерваторию. Зеркала были найдены, и на вершине «Красной горки» засверкала азбука Морзе. К счастью, она была замечена на обсерватории, и из Ташкента сообщили, что кавалерийский отряд с пулемётами отправляется немедленно. …

…

Помощь была послана и в Бурчмуллу, но главные силы (человек 50) должны были обойти Большой Чимган и, пройдя по долине речки Ак-Булак, выйти к Имам-Хан-Куприку, ударить басмачам в тыл и уничтожить банду. Так и было сделано.
— 

## Ход боёв

### Бой за перевал Аира
27 июня 1923 года эскадрон командной школы, занял кишлак Аблык, в котором ранее располагался отряд басмачей. После этого силами кавалерийского разъездов, ведшего усиленную разведку, формирование противника численностью 40—50 человек, была обнаружена на перевале. Как показала разведка, это был один из отрядов противника, прикрывавший дорогу к району основного расположения его сил. Басмачи, упорно оборонявшие перевал, старались не допустить продвижения основных сил Красной Армии к месту дислокации основных сил курбаши Баястана.
В этом бою, в котором кавалерийским отрядом курсантов командовал Матвиенко, наиболее мужественно дрались пулемётчики пулеметного взвода И. Турикова курсанты А. Мурашкин и И. Проскурин. Благодаря их грамотным и решительным действиям, а также их меткой стрельбе был обеспечен успех атаки на перевал. Захват перевала, обеспечил эскандрону дальнейшее ведение разведки и наблюдения за подступами, ведущими к кишлаку Аблык, в котором находился противник..

### Бой у кишлака Аблык
17 июля эскадрону была поставлена новая задача — Аулиеатинский и Бричмуллинский отряды курсантской школы должны были выйти в район Чаткальской долины и соединиться с кавэскадроном школы и объединенными силами, после чего разгромить формирование курбаши Баястана в районе Идрис-Пайгамбар.
Однако, при выдвижении курсантов в долины рек Терс и Чаткал на соединение с другими подразделениями Туркфронта противнику удалось выставить сильные заслоны и задержать продвижение красноармейских отрядов. В результате им не удалось в усказанные сроки выйти в район Идрис-Пайгамбар на соединение с эскадроном школы. Более того, своими основными силами курбаши Баястан попытался окружить и уничтожить кавэскадрон курсантской школы. В случае успеха он получал оперативный простор для своих дальнейших действий в этом районе.
Находясь в численном меньшинстве и не рассчитывая на поддержку извне, эскадрон курсантской школы в течение четырех дней в условиях полного окружения вел успешный оборонительный бой с противником. К концу третьх суток боев командиром эскадрона Авдеевым было принято решение прорваться через кольцо окружения и выйти к кишлаку Аблык.

### Подвиг курсантов-пулемётчиков
Трое курсантов-пулемётчиков В. Гладков, А. Мурашкин и И. Проскурин остались прикрывать отход эскадрона. Попытки противника помешать эскадрону переправиться через реку Терс (Теркелисай) были отбиты метким огнём пулеметчиков, что дало возможность основным силам эскадрона курсантской школы успешно переправиться через горную реку.
Во время этого боя курсанты Мурашкин и Проскурин были ранены, но продолжали вести стрельбу. Они последними покинули свои позиции, но, обессиленные непрерывными четырехдневными боями, они не смогли оторваться от преследующей их конницы противника. После жестоких пыток курсанты В. Гладков, А. Мурашкин и И. Проскурин были убиты. Их тела впоследствии были найдены и похоронены с воинскими почестями на окраине Ангрена.

## Памятник героям в Ангрене
14 ноября в 1964 году по инициативе командования и политотдела училища имени В. И. Ленина, местных органов власти в городе Ангрене был открыт памятник курсантам Ленинского училища А. Белову, В. Гладкову, А. Мурашкину, И. Проскурину и М. Панфилову.
В Ангрене в городском парке находится обелиск на могиле курсантов с их именами.